# Koen Vermeule

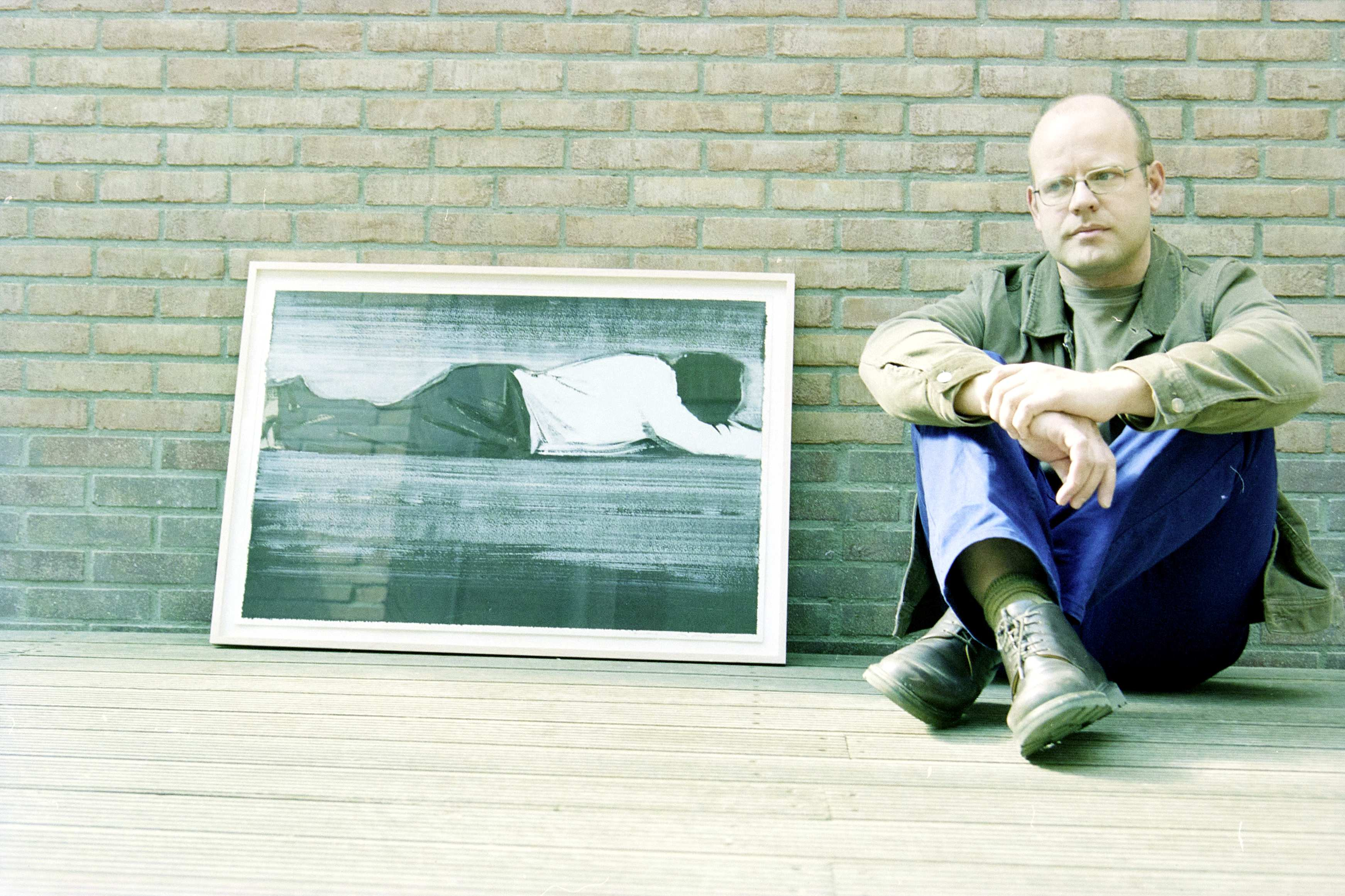
Koen Vermeule, 2003

Koen Vermeule (* 1965 in Goes) ist ein niederländischer Maler.

## Leben
Seine künstlerische Ausbildung begann er 1983 an der Tehatex in Tilburg. 1988 schloss er dort ab. Von 1990 bis 1992 besuchte er die Rijksakademie van beeldende kunsten in Amsterdam. 1994 erhielt er den Charlotte-Köhler-Preis und 2017 den Sacha Tanja Kunstpreis. Als Dozent lehrt er an der ArtEZ Academie voor Art & Design Enschede. Gastdozent war er an verschiedenen Kunstakademien wie der Rietveld Academie Amsterdam, der Academie Minerva Groningen und der Koninklijke Academie van Beeldende Kunsten Den Haag.
Koen Vermeule lebt und arbeitet in Amsterdam.

## Werk
Zu den Ausdrucksmitteln des Künstlers gehören Gemälde, die er in Öl und Acryl auf Leinwand malt, sowie Gouachen. Seine Bildmotive lassen sich im Großen und Ganzen in zwei Gruppen einteilen. Zum einen stellt er Personen, häufig Jugendliche, im öffentlichen Raum dar. Zum anderen weite, flache Landschaften mit einem weit entfernten Horizont. Zu den häufigen Landschaftsmotiven gehören große Wasserflächen, Strände, die stark gefurchte Erde von Äckern und Dünen. Der betont malerische Farbauftrag in Form fransiger Pinselstriche oder schlieriger Farbverläufe korrespondiert mit einer teilweise unrealistischen Farbgebung (z. B. grüne Wellen und schwarzer Himmel oder schwarze Erde). Typisch für die Darstellung von Personen sind Bilder mit einzelnen Menschen, die ganz sich selbst zugewandt sind, oft auch Liegende. In anderen von Vermeules Gemälden sind Menschen in kleinen Gruppen zueinander gesellt. Die vielfältigen Beziehungen der Menschen sind darin durch Gestik, Mimik, die Blickrichtung, die Körperhaltung und durch den Abstand, der zwischen den Dargestellten liegt, ausgedrückt. Eine solche Gruppe aus zwei Mädchen, die in einer alltäglichen doch auch rätselhaften Beziehung zueinander gemalt wurden, ist auf dem Bild „Island“ von 2011 erkennbar. In diesem wie in anderen Bildern wenden die Personen, obwohl sie sich nicht anschauen, einander auf eine beiläufig vertraute Art Aufmerksamkeit zu. Wiederkehrendes Detail ist dabei die Beschäftigung der Dargestellten mit transportablen elektronischen Geräten wie Smartphones oder Laptops.

## Ausstellungen (Auswahl)
- 2017 Wanderlust, De Kunsthal, Rotterdam
- 2016 Soul Shades, Borzo Galerie, Amsterdam; Yume ne uchi / In een droom, Joris Geurts und Koen Vermeule, VanGoghhuis, Zundert
- 2015 Wanderlust, Galerie Wittenbrink, München
- 2013 Mirror Me, Galerie Borzo modern& contemporary art, Amsterdam
- 2012 Galerie Wittenbrink, München
- 2011 High above Ground, Rijksmuseum Twenthe, Enschede; Roaming, Galerie BORZO, Amsterdam
- 2009 Global Nomads, DSM Art Collection, Sittard; Out and About, Galerie Tanya Rumpff, Haarlem
- 2008 Global Nomads, Hideki Iinuma & Koen Vermeule, Galerie Tanya Rumpff, Haarlem
- 2007 Galerie Fahnemann, Berlin
- 2006 Spinning, Galeria MasART, Barcelona; Koen Vermeule, Nieuw werk, Steendrukkerij, Amsterdam
- 2005 Nieuw werk, Galerie Tanya Rumpff, Haarlem
- 2004 Wachten in stilte, Waiting in Silence, Museum De Beyerd, Breda

## Sammlungen (Auswahl)
- Albertinum, Galerie Neue Meister, Dresden
- Centraal Museum, Utrecht
- Fries Museum, Leeuwarden
- Gemeentemuseum, Helmond
- Kunstmuseum Dieselkraftwerk, Cottbus
- Museum Het Valkhof, Nijmegen
- Rijksmuseum Amsterdam, Amsterdam
- Rijksmuseum Twenthe, Enschede
- Stedelijk Museum, Schiedam
- Teylers Museum, Haarlem